# Che cos'è metafisica?
Che cos'è metafisica? (Was ist Metaphysik?) è un'opera filosofica di Martin Heidegger del 1929 successivamente modificata nel 1943 con l'aggiunta di un poscritto e nel 1949 di una introduzione.
Consiste nella pubblicazione del discorso di apertura dell'anno accademico dell'università di Friburgo dove Heidegger ricoprì la cattedra come successore di Edmund Husserl. 
Senza considerare la storia della metafisica e delle sue varie interpretazioni, in quest'opera Heidegger mostra quale fosse la sua essenza e quale rapporto essa abbia con l'esistenza umana, con l'esserci (Dasein) dell'uomo.
Riprendendo temi del precedente Essere e tempo, descrive il processo che, attraverso l'esperienza del Niente, ci porta a una maggiore consapevolezza dell'esistenza (ci porta all'essenza, che sostituisce la semplice presenza). Fondamentale in questo processo è l'esperienza dell'angoscia che, essendo una paura per qualcosa di imprecisato, una paura del niente, ci permette di fare esperienza del Niente.
La metafisica è la scienza del tutto e si interroga sul perché esiste la totalità, mentre non esiste il niente. Essa si distingue dalle altre scienze che si focalizzano su enti e saperi particolari e che prescindono dalle persone nella loro oggettività e intersoggettività. 
L'uomo è un essere finito che non è in grado di conoscere il tutto nella sua interezza: l'unico modo di conoscere la totalità è mediante l'esperienza del nulla che si fa nell'angoscia. Quest'ultimo sentimento si distingue dalla paura che è invece rivolta verso qualcosa di specifico. 
La metafisica rifiuta la logica che afferma la contraddittorietà del reciproco darsi dell'essere del nulla di cui però l'uomo fa esperienza. 
La metafisica è necessaria alla scienza per l'autocomprensione del proprio oggetto: la scienza si intende come un sapere particolare che insiste su uno specifico ente e campo di indagine soltanto in relazione alla metafisica che viene intesa come scienza del tutto, a sua volta percepito mediante l'esperienza del nulla nell'angoscia
Heidegger rifiuta l'idea hegeliana secondo la quale l'essere il nulla sono alla fine concetti identici, parimenti vuoti e astratti. L'uomo è inteso come una via di mezzo fra il tutto e il nulla poiché è l'unico ente che sa che l'essere è e, dall'altra parte, è anche l'unico ente che fa esperienza del nulla nell'angoscia. 
Il tema dell'angoscia è ripreso da Kierkegaard che Heidegger aveva studiato a fondo. Da Kant riprende l'idea che l'Io, Dio e il mondo, le tre idee regolative della ragione, non sono conoscibili sul piano della ragione pura, ma su quello della ragion pratica, intendendole non come contenuti da conoscere ma come esperienze da vivere. 

## Edizioni
- Martin Heidegger, Che cos'è metafisica?, 7ª ed., Adelphi, 2001,  pagg. 163, ISBN 9788845916076.